# Buck Rogers (serial)
Buck Rogers  este un film SF space opera serial american din 1939 regizat de Ford I. Beebe și Saul A. Goodkind. În rolurile principale joacă actorii Larry "Buster" Crabbe, Jackie Moran și Constance Moore. Scenariul se bazează pe personajul Buck Rogers creat de Philip Francis Nowlan și care a apărut în reviste și benzi desenate încă din anul 1928.

## Prezentare
Povestea începe cu Buck Rogers (Buster Crabbe) și Buddy Wade (Jackie Moran) aflați într-un dirijabil deasupra Polului Nord. Aceștia sunt prinși de o furtună puternică și se prăbușesc - dar nu înainte de a elibera o substanță experimentală numită gazul Nirvano despre care speră ca îi va menține în viață până când vor sosi ajutoare. Gazul Nirvano funcționează, dar dirijabilul este îngropat sub o avalanșă și nu este găsit decât peste 500 de ani în viitor. Când Buck și Buddy sunt descoperiți, ei se trezesc într-o lume condusă de un dictator nemilos, Killer Kane (Anthony Warde). Numai cei care trăiesc în "Orașul Ascuns", conduși de omul de știință Dr. Huer (C. Montague Shaw) și omologul său militar, mareșalul de aviație Kragg (William Gould), mai rezistă împotriva dictaturii criminale a lui Kane.
Buck și Buddy se alătură rezistenței și se duc pe planeta Saturn, unde speră că pot găsi aliați în lupta lor împotriva dictatorului Pământului, Kane. Saturn este condus de Aldar (Guy Usher), de Consiliul Celor Înțelepți și de prințul Tallen. Spre disperarea lui Buck și Buddy, vor descoperi că și Kane a trimis ambasadori în frunte cu supusul său loial, căpitanul Laska (Henry Brandon). Serialul se transformă apoi într-o luptă între Buck și Kane pentru a asigura sprijinul militar al Saturnului pentru conflictul de pe Pământ.

## Capitole
1. Tomorrow's World
2. Tragedy on Saturn
3. The Enemy's Stronghold
4. The Sky Patrol
5. The Phantom Plane
6. The Unknown Command
7. Primitive Urge
8. Revolt of the Zuggs
9. Bodies Without Minds
10. Broken Barriers
11. A Prince in Bondage
12. War of the Planets

Sursa:

## Distribuție
- Buster Crabbe ca Buck Rogers

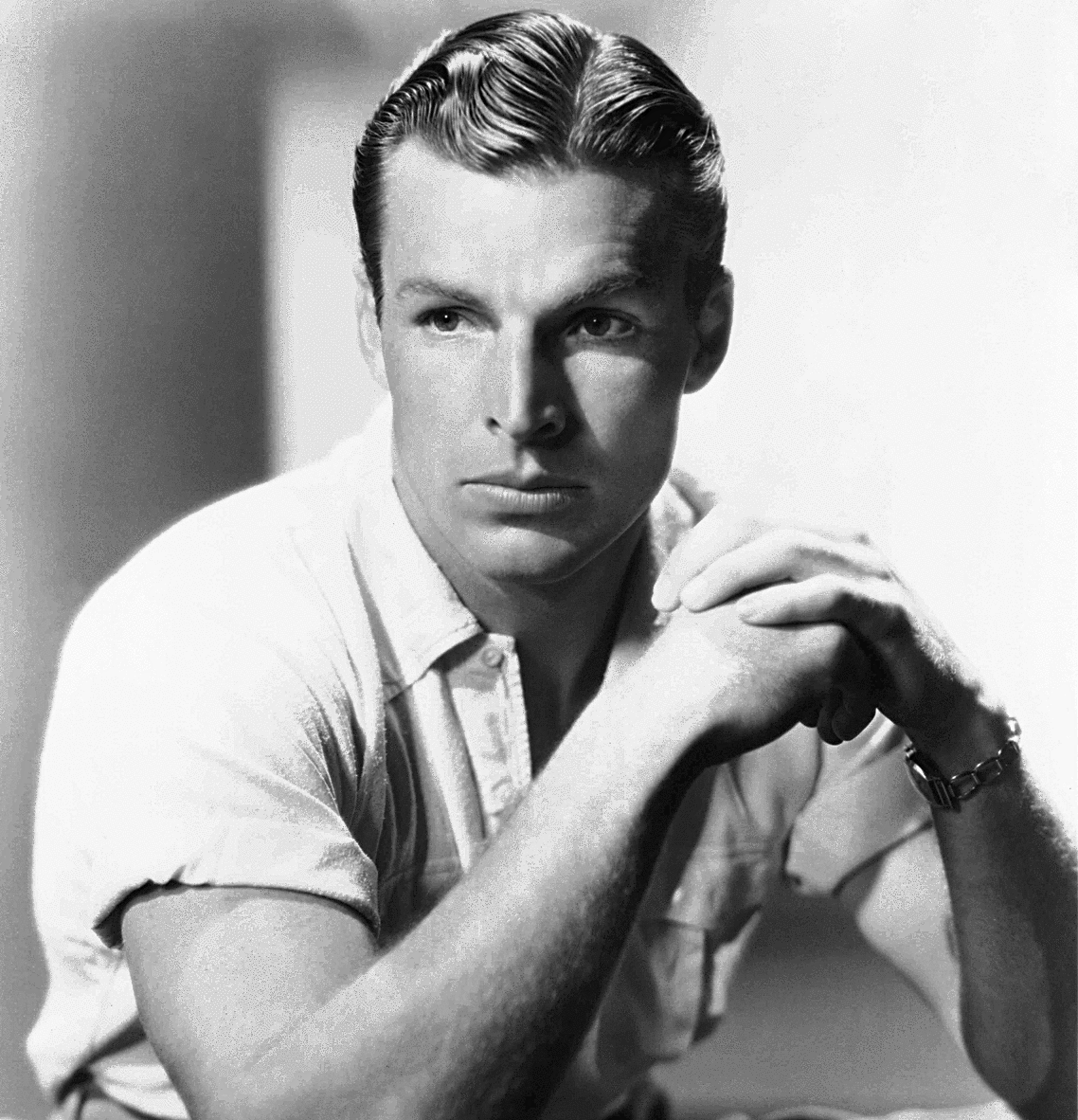
Buster Crabbe

- Constance Moore ca Wilma Deering. Acesta este singurul serial în care a jucat Moore, o cântăreață de radio și actriță de teatru în New York.[2]
- Jackie Moran ca George "Buddy" Wade
- Anthony Warde ca Dictatorul "Killer" Kane
- C. Montague Shaw ca Doctor Huer
- Jack Mulhall ca Cpt. Rankin
- Guy Usher ca Aldar
- William Gould ca Mareșal Kragg
- Philson Ahn ca Prințul Tallen
- Henry Brandon ca Cpt. Laska